# Head Shoulders Knees & Toes
Head Shoulders Knees & Toes is een nummer uit 2020 van het Franse dj-duo Ofenbach en het Duitse dj-duo Quarterhead, ingezongen door de Amerikaanse zangeres Norma Jean Martine.
Het nummer gaat volgens de dj's over "verliefd zijn van top tot teen". De titel ontleent zich aan de Engelstalige versie van het kinderliedje Hoofd, schouders, knie en teen. In Ofenbachs thuisland Frankrijk bereikte het nummer een bescheiden 20e positie, terwijl het in Quaterheads thuisland Duitsland veel succesvoller was met een 6e positie. In de Nederlandse Top 40 was het nummer met een 4e positie ook succesvol, terwijl het in de Vlaamse Ultratop 50 weer iets minder succesvol was met een 41e positie.